# ガエターノ・ブラーガ
ガエターノ・ブラーガ（Gaetano Braga、1829年6月9日 - 1907年11月21日）は、イタリア、アブルッツォ州、ジュリアノーヴァ出身の作曲家。チェリスト。
1907年11月21日、ミラノで没する。

## 作品

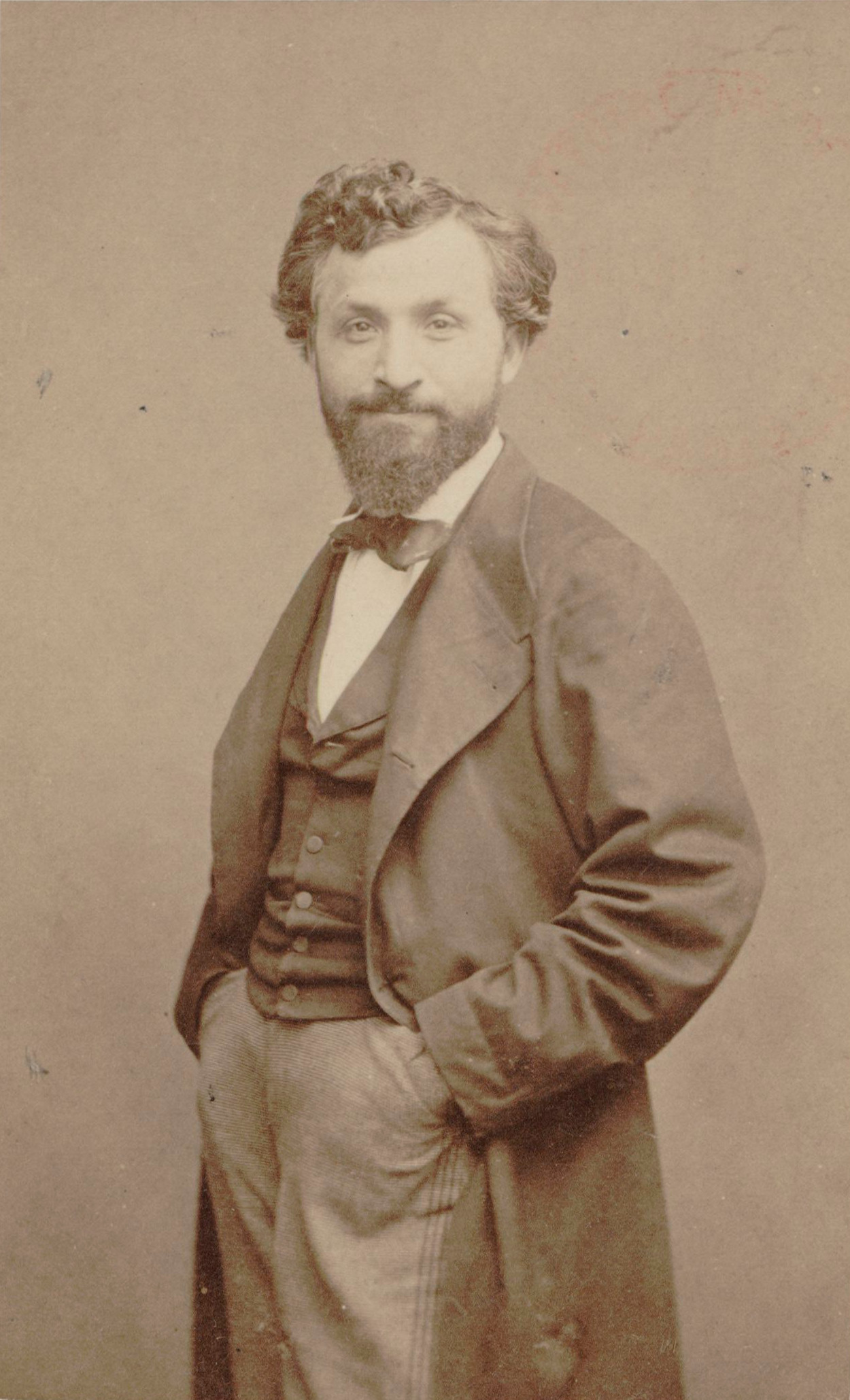
ガエターノ・ブラーガ

- Alina or La spregiata（1853年、ナポリ）
- Estella di San Germano（1857年、ウィーン)
- Il ritratto（1858年、ナポリ）
- Margherita la mendicante（1859年、パリ）
- Mormile（1862年、ミラノ）
- La serenata（1867年） - 英語名：Angel's Serenade（天使のセレナーデ）
- Ruy Blas（1868年）
- Reginella（1871年、レッコ）
- Caligola（1873年、リスボン）